# Roger Gerson
Louis Roger (Roger) Gerson (Diekirch, 11 juni 1913 – Luxemburg-Stad, 17 december 1966) was een Luxemburgs illustrator, kunstschilder en tekenaar.

## Leven en werk
Roger Gerson was een zoon van onderwijzer Nicolas Joseph Gerson en Elise Reiland. Hij werd opgeleid aan de École d'artisans de l'État in Limpertsberg. Hij studeerde verder aan de kunstopleiding in Straatsburg, de Akademie der bildenden Künste Wien en de Koninklijke Academie voor Schone Kunsten van Brussel. Na zijn studie vestigde Gerson zich als zelfstandig kunstenaar. Hij trouwde met Charlotte Ratajczak.
Gerson schilderde vooral landschappen, waarbij hij werd geïnspireerd door het expressionisme en het impressionisme, maakte illustraties en ontwierp affiches. Hij sloot zich aan bij de Cercle Artistique de Luxembourg (CAL) en nam vanaf 1933 deel aan de jaarlijkse salons. 
Solo exposeerde hij onder meer bij Galerie Beffa (1946) in de hoofdstad. Hij deed meerdere keren mee aan afficheontwerpwedstrijden. Hij behaalde een eerste plaats met zijn ontwerpen van een toeristisch affiche (1934), een affiche voor de Salon du CAL (1936) en een affiche in opdracht van het Luxemburgs bureau voor toerisme (1947).
Roger Gerson overleed op 53-jarige leeftijd, hij werd begraven in Diekirch.

## Enkele werken
- 1933-1939 illustraties voor toeristische gidsen van onder andere Clervaux, Diekirch[6], de Eisch-vallei en Luxemburg-Stad in de serie 'Guide Cosyn'.
- 1939 Die genossenschaftliche Solidarität, wandschildering voor de 100-jarige agrarische tentoonstelling in Diekirch.
- 1948 affiche ter gelegenheid van het 25-jarig bestaan van de Harmonie Remereschen.